# Maggia (ehemalige Gemeinde)

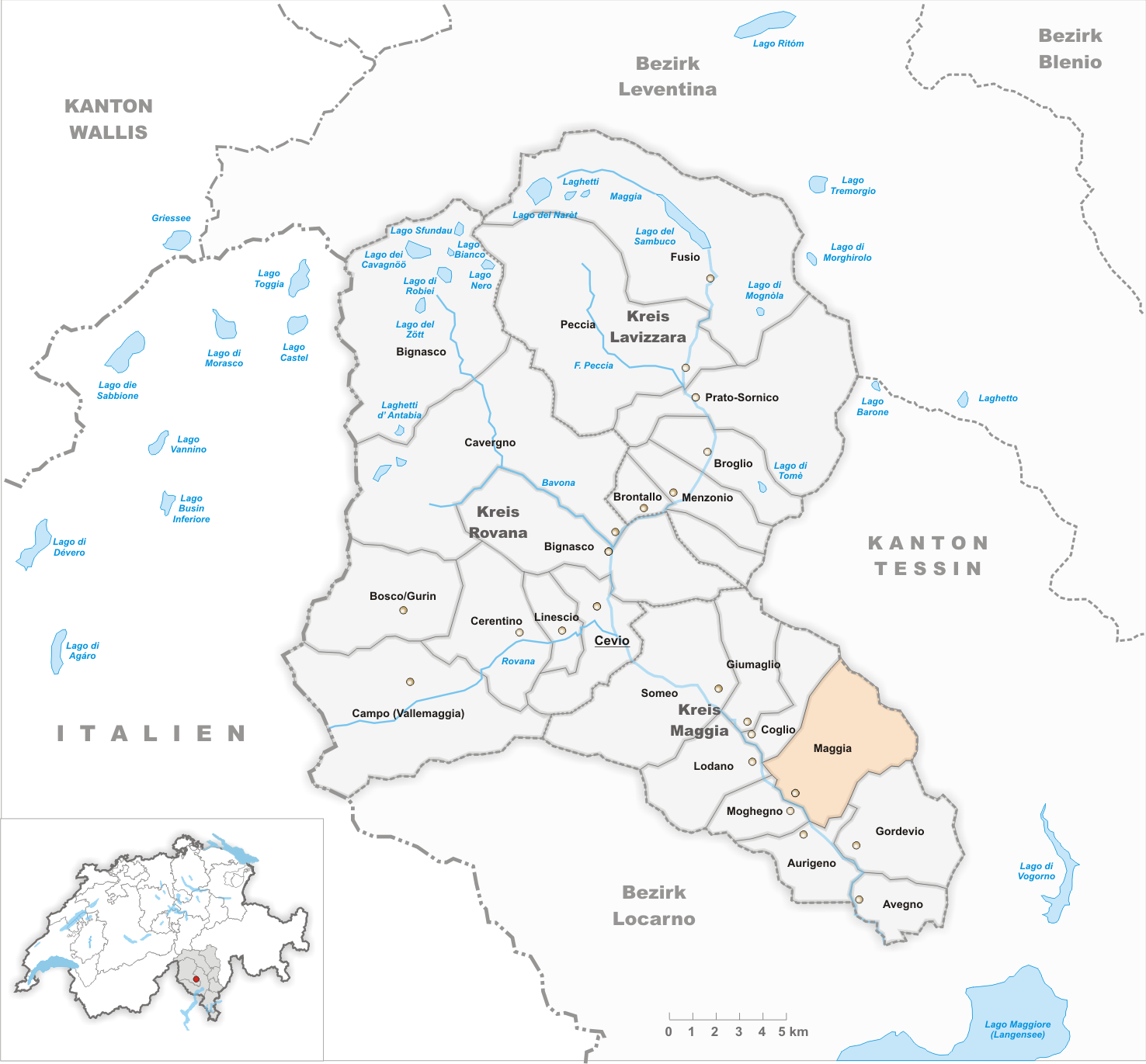
Gemeindestand vor der Fusion am 4. April 2004

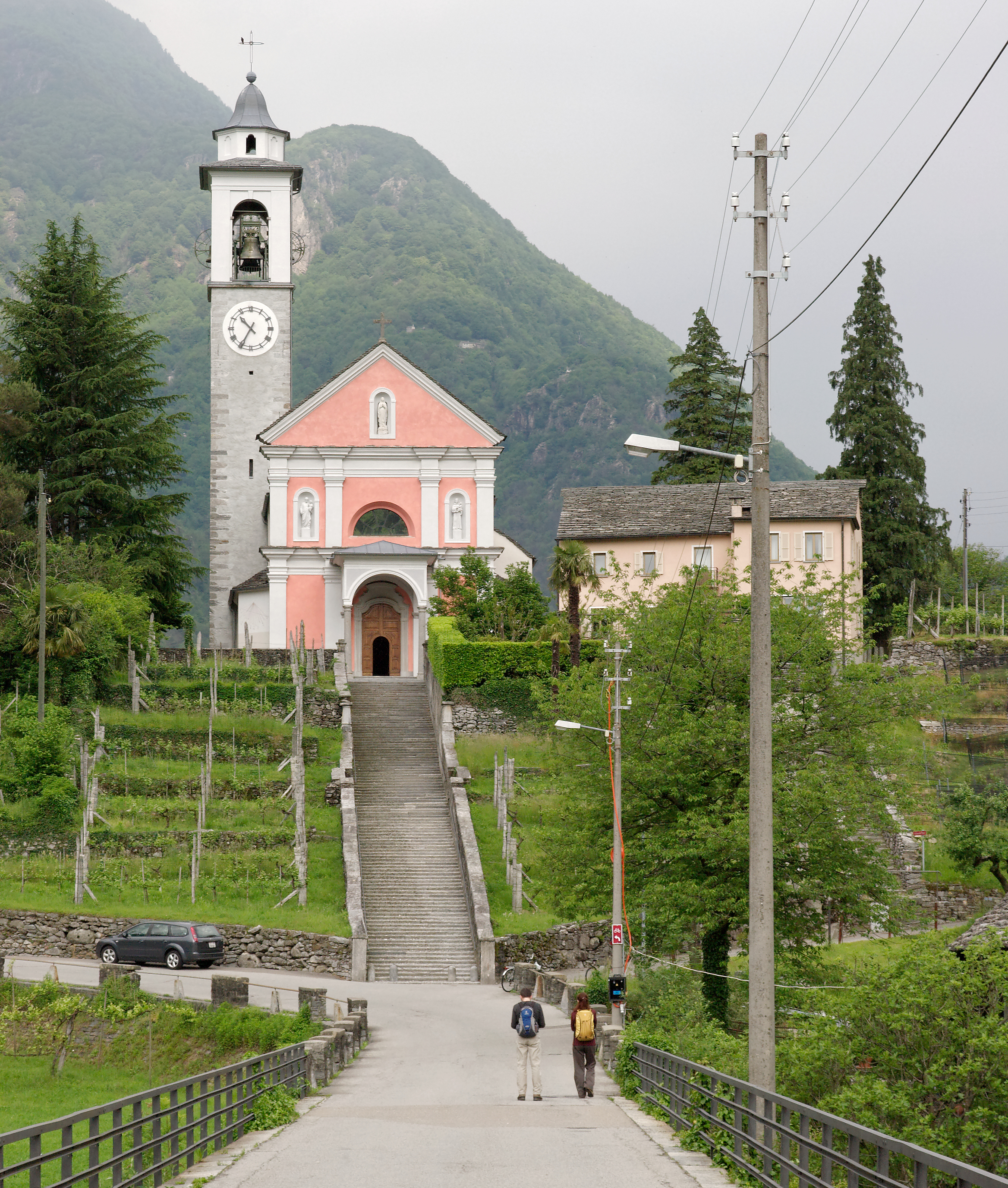
Pfarrkirche San Maurizio

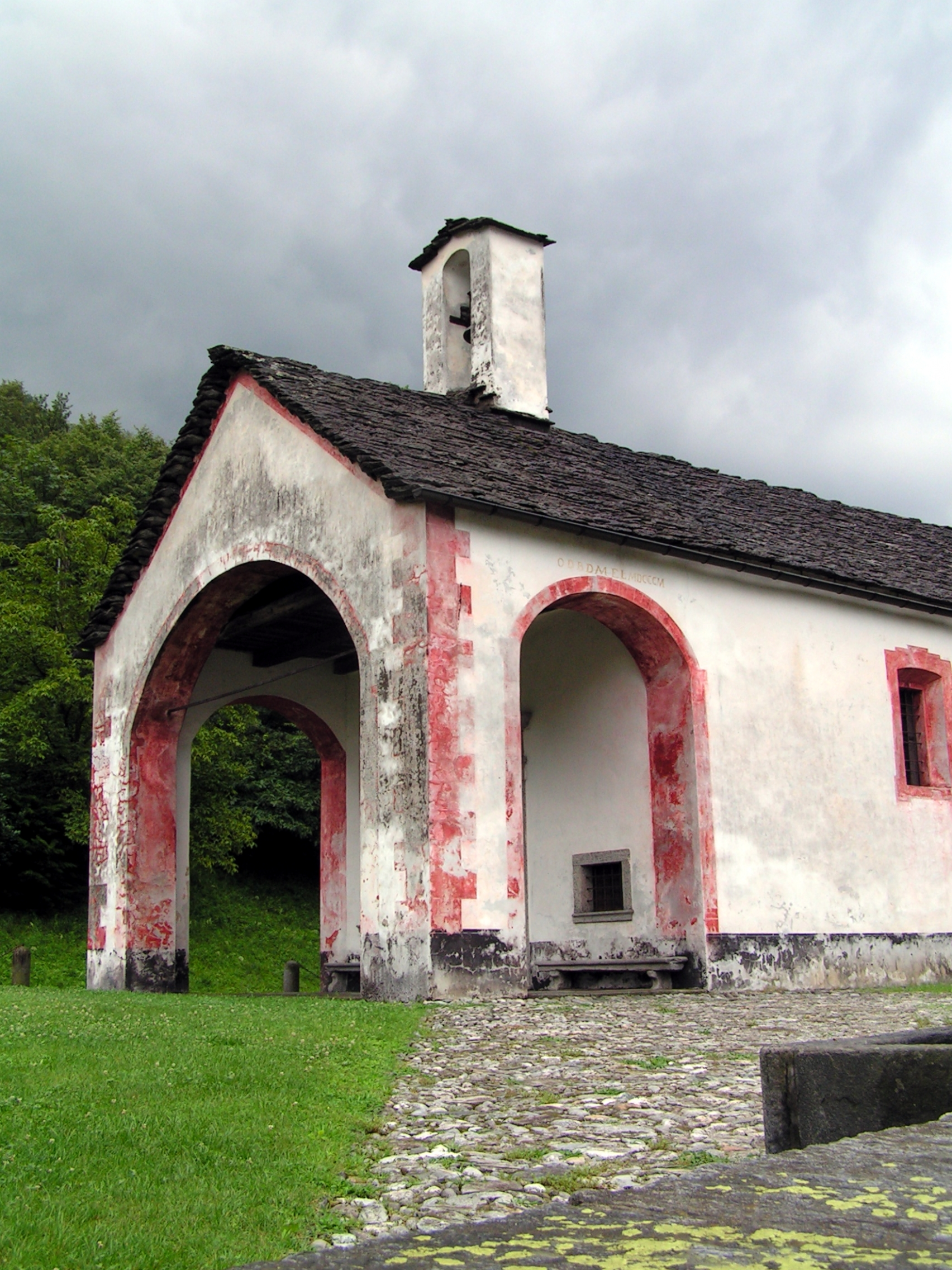
Kirche Santa Maria delle Grazie oder di Campagna

Werner Friedli (Fotograf): Maggia, historisches Luftbild (1954)

Maggia (lombardisch [ˈmaʒja ˈmadʒja ˈmaja]) ist eine Ortschaft in der Tessiner Gemeinde Maggia TI, Schweiz. Bis am 3. April 2004 bildete sie eine eigene politische Gemeinde.

## Geographie
Die Gemeinde liegt im unteren und mittleren Teil des Maggiatals nordwestlich von Locarno. Die verschiedenen Ortsteile liegen an beiden Seiten der Maggia.

## Geschichte
Eine erste namentliche Erwähnung fand das Dorf im Jahre 1200 als de madia, dann 1225 als Madiis und 1270 als Madia. Der Ortsname ist eine Übertragung des gleichnamigen Flussnamens und geht auf die weibliche Form des lateinischen Komparativs māiŏr ‚grösser‘ zurück.
Um 1000 herum löste sich die Pfarrkirche von San Vittore in Muralto und wurde zur Mutterkirche des Maggiatals. Im Mittelalter bildete der Ort eine Nachbarschaft (vicinia). Maggia nahm am Konflikt des untern Maggiatals gegen Cevio und Bosco/Gurin teil, der 1403 oder 1404 durch einen Friedensschluss seinen Abschluss fand. Unter den Herzögen von Mailand sprach der Podestà des Maggiatals im Dorf Maggia Recht. Unter der Herrschaft der Eidgenossen hatte Maggia das Recht, den Vogteischreiber zu ernennen, wenn Schaffhausen den Landvogt bezeichnete. Es sandte drei Abgeordnete in den Talrat und wählte einen der Richter.
Am 4. April 2004 fusionierte die bis dahin selbständige Gemeinde mit den bisherigen Gemeinden Aurigeno, Coglio, Giumaglio, Lodano, Moghegno und Someo und gehört seither zur neugebildeten politischen Gemeinde Maggia TI. Maggia bildet aber nach wie vor eine eigenständige Bürgergemeinde.

## Bevölkerung
| Bevölkerungsentwicklung | Bevölkerungsentwicklung | Bevölkerungsentwicklung | Bevölkerungsentwicklung | Bevölkerungsentwicklung | Bevölkerungsentwicklung | Bevölkerungsentwicklung | Bevölkerungsentwicklung | Bevölkerungsentwicklung | Bevölkerungsentwicklung | Bevölkerungsentwicklung | Bevölkerungsentwicklung | Bevölkerungsentwicklung | Bevölkerungsentwicklung | Bevölkerungsentwicklung | Bevölkerungsentwicklung |
| ----------------------- | ----------------------- | ----------------------- | ----------------------- | ----------------------- | ----------------------- | ----------------------- | ----------------------- | ----------------------- | ----------------------- | ----------------------- | ----------------------- | ----------------------- | ----------------------- | ----------------------- | ----------------------- |
| Jahr                    | 1591                    | 1709                    | 1801                    | 1850                    | 1860                    | 1870                    | 1880                    | 1900                    | 1910                    | 1930                    | 1950                    | 1970                    | 1990                    | 2000                    | 2003                    |
| Einwohner               | 420                     | 530                     | 414                     | 641                     | 546                     | 471                     | 469                     | 340                     | 317                     | 326                     | 450                     | 521                     | 712                     | 850                     | 802                     |

## Sehenswürdigkeiten
- Pfarrkirche San Maurizio, löste sich um 1000 von der Stiftskirche San Vittore in Muralto. Der 1636 dem heiligen Mauritius geweihte Bau wurde 1855 (Fassade) und 1881 (monumentale Treppe) erweitert sowie 1996–1998 restauriert[5]
- Oratorium Santa Maria delle Grazie oder «di Campagna», 1510 an der Stelle einer früheren Kapelle erbaut, enthält Fresken aus der Entstehungszeit und Votivbilder von Giovanni Antonio Vanoni[6][5][7]
- ehemaliger Stall der Martinelli, mit einem Fresko mit der Geburt Jesu, später Casa Martinelli aus dem 17. Jahrhundert, zwischenzeitlich Schulhaus, heute Altersheim[5]
- Oratorium Madonna del Carmine[5]
- Altersheim Sankt Luigi Guanella[5]
- Betkapelle Santa Maria della Pioda oder della Cascata[5]
- Betkapelle d’Antrobbio, mit spätgotischen Fresken[8][5]
- Atelier Casè, Architekten: Emilio Bernegger, Edy Quaglia[5]

Am 4. August 2015 führte der Extremsportler Lazaro Schaller beim Wasserfall Cascada del Salto nördlich des Ortes einen Weltrekord-Klippensprung aus 58,8 Metern Höhe durch.